# Renzo Dionigi
Renzo Dionigi (Milano, 11 settembre 1940) è un chirurgo e storico italiano.
È stato rettore dell'Università degli Studi dell'Insubria dal 1998 al 2012; è professore emerito di chirurgia generale dal 2013.
La sua attività di ricerca è stata incentrata sull'immunobiologia chirurgica, quella clinica sulla chirurgia oncologica maggiore, in particolare quella epato-bilio-pancreatica, e la chirurgia dei trapianti.

## Biografia
Ha ottenuto la maturità classica al liceo Carducci di Milano. Si è laureato all'Università degli Studi di Pavia nel 1965 ed ha intrapreso la carriera di chirurgo generale, dapprima alla scuola di Giuseppe Salvatore Donati, successivamente alla scuola di Massimiliano Campani.
Dal 1968 al 1970 ha svolto attività di ricerca nel campo dell'immunobiologia chirurgica correlata ai trapianti d'organo ed alla malattia neoplastica, in qualità di Surgical Research Fellow presso il Dipartimento di Chirurgia dell'Università di Cincinnati. Nel 1976 è tornato presso la stessa Università quale Assistant Professor of Surgery, per dedicarsi all'attività clinica di trapianti d'organo (fegato e rene).
Per le ricerche svolte in quel periodo è riconosciuto tra i maggiori esperti a livello internazionale nel settore dell'immunobiologia chirurgica, soprattutto nell'ambito del controllo della crescita neoplastica e della immunodepressione indotta dalla malnutrizione spesso presente nel paziente chirurgico. 
La sua proposta di correggere artificialmente nel periodo preoperatorio lo stato di denutrizione del paziente neoplastico, per ridurre mortalità e morbilità, è stata accolta dalla comunità scientifica internazionale nel campo della chirurgia oncologica maggiore.
L'American College of Surgeons gli ha affidato il coordinamento di un intero Post-graduate Course in Pre- and Post-operative Care durante il congresso del 1987 ad Atlanta; successivamente, dalla stessa società è stato chiamato a New Orleans nel 1996 a tenere una lettura sul ruolo della Scuola Chirurgica Italiana nel progresso delle conoscenze oncologiche.
Dal 1980 è invitato quale Visiting Professor presso i dipartimenti di chirurgia di Università di diversi Paesi, tra i quali: Università McGill di Montréal, Università di Harvard, Università di Sheffield, Università di Edimburgo, Università di Dundee, Università di Manchester, Università di Amsterdam, Università di Maastricht, Università di Berna, Università di Amburgo, Università di Stoccolma, Università di Navarra, Università statale di Mosca, Università statale di San Pietroburgo, University of Sapporo, Università di Osaka, Shinshu University in Matsumoto, Huanzhong University a Wuhan.
L'attività clinica è particolarmente intensa soprattutto nel campo della chirurgia oncologica maggiore, con particolare riferimento alla chirurgia resettiva epatica, esofago-gastrica e pancreatica, nelle quali la comunità chirurgica internazionale riconosce l'originalità e l'innovatività di alcune proposte tecniche che contribuiscono alla diminuzione di mortalità e morbilità soprattutto nella chirurgia epatica e pancreatica.
Nel 1986 per i suoi contributi nella ricerca clinica e per i risultati ottenuti nella pratica chirurgica è stato accolto  nell'International Surgical Group, la prestigiosa società che riunisce chirurghi di vari paesi che abbiano contribuito significativamente allo sviluppo dell'arte chirurgica.
Con le stesse motivazioni  nel 1991 è stato nominato Membro Onorario del Royal College of Surgeons di Edimburgo.
Nel 1982 è stato eletto presidente della European Society for Surgical Research e, nel 1999, presidente dell'International Surgical Group.
Nel 2002 la Presidenza del Consiglio lo ha nominato membro del Comitato nazionale per la bioetica. 
Nel dicembre del 2002 il Ministro della salute lo ha nominato membro del Consiglio superiore di sanità.
Nel 2003 gli è stato assegnato il Premio Invernizzi per la Medicina per le sue alte qualità di ricercatore e clinico chirurgo.
Nel 2011 è stato nominato membro onorario della American Surgical Association, che, fondata nel 1880, è la più antica e prestigiosa associazione chirurgica degli Stati Uniti. Il 6 novembre 2013 è stato nominato direttore onorario dell'Istituto di Chirurgia epato-pancreato-biliare del Tongji Hospital, Tongji Medical College, Huazhong University, Wuhan, Cina. Il 22 ottobre 2017 è stato nominato Honorary Fellow dell’American College of Surgeons.
Si è molto dedicato anche alle istituzioni universitarie, impegnandosi per insediare a Varese un gruppo prestigioso di medici accademici nel corso di laurea in medicina della facoltà di Pavia. Questo ha portato allo sviluppo di una facoltà di medicina autonoma rispetto a quella gemmante di Pavia e preliminare alla costituzione di un nuovo ateneo; della nuova facoltà è diventato preside nel 1993 e della nuova Università degli Studi dell'Insubria è stato eletto rettore al momento della sua istituzione nel 1998. Ha mantenuto la carica fino al 2012.
È stato membro del comitato di redazione di diverse riviste chirurgiche internazionali: British Journal of Surgery, The Journal of Clinical Surgery, European Surgical Research, Journal of Experimental and Clinical Research, Annales Chirurgiae et Gynecologiae, Surgical Research Communications, Emergency Surgery, Current Opinions in General Surgery, Hepato-Gastroenterology, Journal of the Royal College of Surgeons of Edinburgh, The Surgeon.
È membro di diverse società scientifiche: American College of Surgeons, American Association for Advancement of Sciences, The New York Academy of Sciences, The International Society for Diseases of Esophagus, European Society for Surgical Research, European Association for Cancer Research, Surgical Society of Latin Mediterraneum, Rethiculoendothelial Society, American Society of Parenteral and Enteral Nutrition, Collegium Internazionale Chirurgiae Digestivae, Surgical Infection Society, Società Italiana di Chirurgia.
Ha eseguito più di 18.000 interventi chirurgici ed è autore di oltre 700 pubblicazioni scientifiche, di un trattato di Chirurgia ora alla sua settima edizione, di diverse altre monografie e di alcuni saggi di interesse storico.

## Attività scientifica e di ricerca

### Temi delle ricerche cliniche e sperimentali
- Immunobiologia chirurgica (ciclicità delle funzioni leucocitarie e linfocitarie)
- Nutrizione artificiale in chirurgia
- Infezioni in chirurgia
- Tecniche chirurgiche innovative
- Chirurgia radioimmunoguidata
- Impiego delle suturatrici meccaniche in chirurgia pancreatica
- Identificazione del paziente chirurgico ad alto rischio
- Fattori prognostici nel cancro del colon
- Identificazione delle micrometastasi peritoneali e pleuriche da neoplasie del tratto gastroenterico e  respiratorio mediante laparo/toracoscopia a fluorescenza
- Audit chirurgico
- La rigenerazione epatica dopo epatectomia con differenti tecniche di clampaggio ilare

### Opere principali
- Dionigi Chirurgia, Milano, Edra S.p.A., 2022, ISBN 9788821454356.
- La Scuola Chirurgica dell’Università dell’Insubria, Varese, Lazzati, 2011.
- Recent Advances in Liver Surgery, Austin, Texas, Landes Bioscience, 2009.
- Principi di Tecnica Chirurgica, Milano, Masson, 1999, ISBN 88-214-2462-6.
- Le ferite, Milano, Masson, 1998, ISBN 88-214-2384-0.
- New Technologies for Liver Resection, Austin, Texas, R.G. Landes Co, 1997.
- Nutrition in cancer, trauma and sepsis, Basel; New York, Karger, 1985.
- Malnutrizione, difese immunologiche e suscettibilità alle infezioni, Milano, Edizioni Pierrel, 1982.
- The Role of Total Parenteral Nutrition in the Treatment of Pancreatic Diseases, Heidelberg, Springer Verlag, 1981.
- Shock settico: fisiopatologia, immunologia clinica e terapia, Torino, Minerva medica, 1979.
- Detection of Defects in Host Defense Mechanisms, Boston, Little Brown & Co., 1978.
- Immunobiologia delle neoplasie, Padova, Piccin Editore, 1978.
- Problems in Perfused Liver Oxigenation. A new Principle and Device, New York, Raven Press, 1973.
- Pharmacological Potentiation of Type-Specific Antilymphocyte Globulin, New York, Academic Press, 1970.

## Ricerche in ambito umanistico
Renzo Dionigi non si è solo interessato ad una cultura tecnico-scientifica, perché sempre è stato grande il suo coinvolgimento nel settore umanistico (filosofico, storico, saggistico, letterario). L'attività di ricerca storica e di carattere culturale è svolta nel contesto del Centro internazionale di ricerca per le storie locali e le diversità culturali e nell'ambito dei convegni dell'Istituto Superiore dell'Insubria "Gerolamo Cardano"; di entrambe le istituzioni è Presidente. Egli presiede, inoltre, il comitato scientifico del progetto editoriale della Storia di Varese, che copre un arco cronologico che si estende dalla preistoria fino all'età contemporanea e di cui ad oggi sono stati pubblicati sei volumi. Nel 2024 è stato nominato Presidente del Comitato Scientifico dell'Almo Collegio Borromeo di Pavia.
Molti sono i suoi saggi in questo settore, tra cui si ricordano:
- La Nuova Atlantide. Traduzione dal latino, Pavia, Cardano Edizioni, 1994.
- I segni dei lapicidi, Vigevano, Diakronia, 1996, ISBN 88-8069-080-9.
- SS. Quattuor Coronati. Bibliography and Iconography, Vigevano, Aisthesis, 1998, ISBN 88-87361-04-5.
- Insubres et Insubria nella cartografia antica, Gavirate, Nicolini, 2000, ISBN 88-86623-05-4.
- Insubres et Insubria. Saggio bibliografico e antologia di fonti, Gavirate, Nicolini, 2002, ISBN 88-86623-14-3.
- Anelli sull’acqua: testi immagini per storie di pesci e di pesca a mosca, Varese, Insubria University Press, 2004, ISBN 88-89168-01-3.
- Sono in America, Le lettere di Giulio Adamoli al padre. Boston 1866-1867, Varese, Insubria University Press, 2005, ISBN 88-89168-09-9.
- Antonio Gallenga. An Italian Exile in Brahamin Boston 1836-1839, Varese, Insubria University Press, 2006, ISBN 978-88-86623-32-2.
- Magistri commacini. storie, antistorie, misteri e leggende: 1723-1962, Pavia, Edizioni Cardano, 2007, ISBN 978-88-88936-38-3.
- I segni dei lapicidi. Evidenze europee, in I Magistri commacini. Mito e realtà nel medioevo lombardo, vol. 1, Spoleto, Centro italiano di studi sull’alto medioevo, 2009,  pp. 341-471, ISBN 978-88-7988-177-7.
- Stemmi robbiani in Italia e nel mondo. Per un catalogo araldico, storico e artistico, Firenze, Polistampa, 2014, ISBN 978-88-596-1389-3.
- Gli Affreschi di Antonio da Tradate in San Michele a Palagnedra, Busto Arsizio, Nomos Edizioni, 2015, ISBN 978-88-98249-48-0.
- Giovanni Battista Palletta (1748-1832). Protochirurgo all'Ospedale Maggiore di Milano, Milano, Cisalpino, 2016, ISBN 978-88-205-1093-0.
- Bernardino Moscati. Maestro di chirurgia e riformatore della sanità milanese nel Settecento, Milano, Edra, 2017, ISBN 978-88-214-4800-3.
- La corsia della memoria, Novara, Interlinea edizioni, 2019, ISBN 978-8868573096.
- Teatri del sacro e del dolore. I compianti in Lombardia e Piemonte tra Quattrocento e Cinquecento, Soncino, Edizione dei Soncino, 2020, ISBN 978-8894579314.
- Non è la prima volta. Epidemie e pandemie: storie, leggende e immagini, Busto Arsizio, Nomos Edizioni, 2020, ISBN 978-8894811841.
- Tremenda è la vita a cui hanno condannato l'Ucraina, Novara, Interlinea, 2022, ISBN 978-8868574871.
- I coregoni. «In lacubus territorij nostri», Interlinea, Novara, 2022, ISBN 978-8868574437.
- Storie dipinte e immagini parlate. Echi ticinesi di iconografia carliana, Busto Arsizio, Nomos Edizioni, 2022, ISBN 979-1259580399.
- L’Università dell'Insubria. I primordi: memorie, testimonianze e riflessioni, Varese, Macchione Editore, 2023, ISBN 978-8865708460.
- Le parole in chirurgia. Dal Medioevo al SARS-CoV-2, Milano, Mimesis, 2023, ISBN 979-1222302645.
- Agostino e la sua Arca a Pavia. Tredici secoli di storia, cultura, arte e vita civile, Busto Arsizio, Nomos Edizioni, 2023, ISBN 979-1259580955.

## Riconoscimenti
- Cavaliere di Merito dell'Ordine costantiniano di San Giorgio
- Rotary International, Presidente Club Pavia-Minerva, 1981
- Premio per la Professionalità, Rotary International, 1990
- Rotary International Paul Harris Fellow, 1998
- Citato nel Who's Who in the World, 1999[16]
- Premio La Martinella d'Oro del Broletto, 2000
- Premio Regio Insubrica, 2001
- Premio Invernizzi 2003 per la Medicina[17]
- Premio La Girometta d'Oro, 2004
- Membro effettivo dell'Istituto Lombardo Accademia di Scienze e Lettere[18]
- Accademico effettivo dell'Accademia Teatina per le Scienze
- Medaglia Borromaica - Almo Collegio Borromeo di Pavia, 2024[19]

## Vita privata
È sposato dal 1971 con Janet Mary Hesselbrock, particolarmente attiva a livello nazionale e internazionale nell'International Inner Wheel. Da lei ha avuto tre figli, Adriana, Gianlorenzo e Marta.